# Synthetodontium
Synthetodontium là một chi rêu trong họ Bryaceae.